# Le favole della foresta
Le favole della foresta (山ねずみ ロッキーチャック?, Yama Nezumi Rokkī Chakku, let. "Rocky Chuck il topo di montagna") è un anime basato su una serie di racconti pubblicati tra il 1910 e il 1920 da Thornton W. Burgess, prodotto da Mushi Production e da Zuiyo Eizo da cui in seguito nascerà la Nippon Animation. La serie di 52 episodi è stata trasmessa per la prima volta dal network Fuji TV dal 7 gennaio al 30 dicembre 1973. 
L'anime fa parte del progetto Calpis Comic Theater, che avrebbe successivamente preso il nome di World Masterpiece Theater, dopo essere passato alla Nippon Animation. 
In Italia è stata distribuita dalla R.E.A. Rusconi Editori Associati e trasmessa in prima TV da Telemontecarlo nel 1979. Negli anni 2000 è stata distribuita da diversi editori in DVD economici, contenenti un episodio ciascuno in ordine sparso. Esiste un'altra edizione italiana, dal titolo Gli amici della foresta, doppiata dalla versione canadese Friends of the Forest.

## Sigle
- Sigla iniziale originale: Midori No Hidamari di Micchī e Chatterers.
- Sigla finale originale: Rocky To Polly di Micchī e Chatterers.
- Sigla iniziale dell'edizione italiana: Bahamas, testi di Lucy Neale e Harry Thumann, musica di Harry Thumann e Hermann Weindorf che è anche l'arrangiatore, interpretata dal gruppo Kangaroo. Non è presente una sigla finale. Il brano fu pubblicato su singolo contenente sul lato B il brano We'll Be Out, scritto dagli stessi autori.

L'edizione DVD italiana utilizza come sigla iniziale un brano strumentale originale, e la videosigla è parzialmente rimontata.

## Episodi
Nell'edizione italiana d'epoca i titoli degli episodi non compaiono a schermo, ma sono letti all'interno di un breve discorso introduttivo della narratrice, posizionato sopra le prime scene della puntata e non presente nell'edizione originale. I titoli vengono aggiunti soltanto nella riedizione DVD e sono a volte diversi da quelli annunciati.
| Nº | Titolo italiano Giapponese 「Kanji」 - Rōmaji                                                                         | In onda           | In onda |
| Nº | Titolo italiano Giapponese 「Kanji」 - Rōmaji                                                                         | Giapponese        |         |
| 1  | La primavera nella Foresta verde 「緑が森に春がきた」 - midori ga mori ni haru gakita                                 | 7 gennaio 1973    |         |
| 2  | Johnny il marmottino diventa grande 「森がぼくを呼んでいる」 - mori gabokuwo yon deiru                                | 14 gennaio 1973   |         |
| 3  | Johnny cerca casa 「ロッキーとポリー」 - rokki to pori                                                                | 21 gennaio 1973   |         |
| 4  | Orme giganti nella foresta 「森のおおきな足あと」 - mori noookina ashi ato                                            | 28 gennaio 1973   |         |
| 5  | I pasticci dell'orso Buster / L'orso egoista 「ざわざわ川のひと騒動」 - zawazawa kawa no hito sōdō                    | 4 febbraio 1973   |         |
| 6  | Il mostro della collina dei pioppi 「ポプラの丘の怪物」 - popura no oka no kaibutsu                                   | 11 febbraio 1973  |         |
| 7  | Lo scoiattolo dispettoso 「いたずらチャタラー」 - itazura chatara                                                     | 18 febbraio 1973  |         |
| 8  | I castori arrivano alla Foresta verde 「ビーバーが森にやってきた」 - biba ga mori niyattekita                         | 25 febbraio 1973  |         |
| 9  | Quattro esclusi turbolenti 「いじわる四人組」 - ijiwaru yonin kumi                                                    | 4 marzo 1973      |         |
| 10 | Bob la quaglia 「うずらのボブ」 - uzurano bobu                                                                        | 11 marzo 1973     |         |
| 11 | La rivincita di Sammy 「かけすのサミーのしかえし」 - kakesuno sami noshikaeshi                                        | 18 marzo 1973     |         |
| 12 | La porta segreta di Johnny 「ロッキーの楽しい家」 - rokki no tanoshi i ie                                             | 25 marzo 1973     |         |
| 13 | Il grande errore di Volpe Rossa 「きつねのレッドの大失敗」 - kitsuneno reddo no daishippai                            | 1º aprile 1973    |         |
| 14 | La spinosa fuga di Peter 「いばらやしきのピーターうさぎ」 - ibarayashikino pita usagi                                 | 8 aprile 1973     |         |
| 15 | Mr. Rospo impara la lezione 「森のみんながきらいなもの」 - mori nominnagakirainamono                                  | 15 aprile 1973    |         |
| 16 | Bobby torna alla Foresta verde 「ボビーは森へかえりたい」 - bobi ha mori hekaeritai                                   | 22 aprile 1973    |         |
| 17 | Paddy costruisce la sua bella casa 「パディーは敗けない」 - padei ha make nai                                         | 29 aprile 1973    |         |
| 18 | La signora Quack 「カモのクワックおくさん」 - kamo no kuwakku okusan                                                  | 6 maggio 1973     |         |
| 19 | La ricerca del signor Quack 「うるわしい仲間たち」 - uruwashii nakama tachi                                           | 13 maggio 1973    |         |
| 20 | Granny e Volpe Rossa 「グラニーばあさんとレッド」 - gurani baasanto reddo                                             | 20 maggio 1973    |         |
| 21 | Sammy tiene sveglia la foresta 「森の眠りを覚ます声」 - mori no nemuri wo sama su koe                                 | 27 maggio 1973    |         |
| 22 | Gran tumulto nella foresta 「ものまね鳥のモッカー」 - monomane tori no mokka                                          | 3 giugno 1973     |         |
| 23 | Buster l'eroe 「バスターは森の英雄」 - basuta ha mori no eiyū                                                         | 10 giugno 1973    |         |
| 24 | La piccola fuga di Polly / Gran tumulto nella foresta 「みどりが森・危機一髪」 - midoriga mori. kikiippatsu           | 17 giugno 1973    |         |
| 25 | Peter impara la lezione 「スカンクジミーが大変」 - sukankujimi ga taihen                                              | 24 giugno 1973    |         |
| 26 | Il mostro dal cappello di paglia 「麦わら帽子にゃかなわない」 - mugiwara bōshi nyakanawanai                           | 1º luglio 1973    |         |
| 27 | L'arrivo del signor Condor alla Foresta Verde 「森へ来た黒い大きな烏」 - mori he kita kuroi ooki na karasu            | 8 luglio 1973     |         |
| 28 | Il segreto del vecchio Condor 「コンドルおやじの秘密」 - kondoru oyajino himitsu                                      | 15 luglio 1973    |         |
| 29 | Volpe Rossa fa il casalingo 「レッドのお留守番」 - reddo noo rusuban                                                  | 22 luglio 1973    |         |
| 30 | Volpe Rossa ha fame e ha paura di Vecchio Coyote 「コヨーテは森一番のりこうもの」 - koyote ha mori ichiban norikōmono | 29 luglio 1973    |         |
| 31 | Gamba Lunga l'airone blu 「青さぎのロングレッグ」 - ao sagino rongureggu                                              | 5 agosto 1973     |         |
| 32 | L'importanza della diga di Paddy 「マスクラットのジェリー」 - masukuratto no jieri                                    | 12 agosto 1973    |         |
| 33 | Gli sbagli di Bob l'orsetto lavatore 「あらいぐまボビーの失敗」 - araiguma bobi no shippai                            | 19 agosto 1973    |         |
| 34 | Il viaggio di Nonno Rana 「じいさまがえるの旅」 - jiisamagaeruno tabi                                                 | 26 agosto 1973    |         |
| 35 | 「グラニーばあさんとコヨーテ」 - gurani baasanto koyote                                                               | 2 settembre 1973  |         |
| 36 | Le avventure di Danny 「野ねずみダニーの冒険」 - no nezumi dani no bōken                                              | 9 settembre 1973  |         |
| 37 | Perso nella Foresta verde 「みどりが森のまいご」 - midoriga mori nomaigo                                              | 16 settembre 1973 |         |
| 38 | Volpe Rossa e la pecora 「子ぎつねレッドと羊」 - ko gitsune reddo to hitsuji                                          | 23 settembre 1973 |         |
| 39 | Chatterer lo scoiattolo 「がんばれチャタラー」 - ganbare chatara                                                      | 30 settembre 1973 |         |
| 40 | L'avventura di Johnny 「ロッキーの冒険」 - rokki no bōken                                                             | 7 ottobre 1973    |         |
| 41 | I rimpianti dello zio Bolly 「ビリーおじさん後悔する」 - biri ojisan kōkai suru                                       | 14 ottobre 1973   |         |
| 42 | Chatterer prigioniero 「つかまったリスのチャタラー」 - tsukamatta risu no chatara                                     | 21 ottobre 1973   |         |
| 43 | Peter il coniglio decide di cambiare nome 「ピーターうさぎ名前を変える」 - pita usagi namae wo kae ru                 | 28 ottobre 1973   |         |
| 44 | Tom e la quaglia Bob 「トムとうずらのボブ」 - tomu tōzurano bobu                                                      | 4 novembre 1973   |         |
| 45 | L'incidente al chiaro di luna 「月夜のパーティーの大事件」 - tsukiyo no patei no daijiken                             | 11 novembre 1973  |         |
| 46 | Sammy è intelligente 「かけすのサミーはスマートだ」 - kakesuno sami ha sumato da                                      | 18 novembre 1973  |         |
| 47 | Un regalo di Buster 「バスターのおきみやげ」 - basuta nookimiyage                                                     | 25 novembre 1973  |         |
| 48 | Le imitazioni di Peter 「まねっこピーター」 - manekko pita                                                            | 2 dicembre 1973   |         |
| 49 | Danny nella neve 「雪の中のダニー」 - yuki no nakano dani                                                             | 9 dicembre 1973   |         |
| 50 | L'avventura di Peter saltellone e gli alberi di pesco 「ピーターうさぎと桃の木」 - pita usagito momonoki              | 16 dicembre 1973  |         |
| 51 | Di chi è l'altra impronta? 「もうひとつの足跡は誰だ」 - mōhitotsuno sokuseki ha dare da                               | 23 dicembre 1973  |         |
| 52 | Il letargo di Johnny 「ロッキーたちは冬ごもり」 - rokki tachiha fuyu gomori                                           | 30 dicembre 1973  |         |